# Zichen
Zichen is een van de drie dorpen die deel uitmaken van de tot Riemst behorende deelgemeente Zichen-Zussen-Bolder. De Roosburgramp vond hier plaats in 1958.

## Etymologie
Zichen werd voor het eerst schriftelijk vermeld in 1139 en wel als Sechene of Susgene. Het zou gaan om een eigennaam, Sicho, verbonden met een -heim uitgang: Woonplaats van Sicho.

## Geschiedenis
De streek werd, getuige vondsten van voorwerpen uit de bandkeramiek-cultuur, reeds in het neolithicum bewoond. Ook uit de Romeinse tijd werden overblijfselen gevonden.
Zichen was een Loonse heerlijkheid, die later, samen met Zussen, een Luikse heerlijkheid zou vormen. De heerlijkheid was onder meer in bezit van de families Van Mopertingen (1357), Van der Mark Arenberg (1364), De Castro, Van der Mark, Van Bruyst (1394), Van Eyckhorne, Van Berlo, Van Tybus en opnieuw Van der Mark Arenberg. In 1509 werd de heerlijkheid gekocht door het kapittel van de Sint-Servaaskerk te Maastricht. Dit bleef eigenaar tot 1796.
De heerlijkheid werd opgeheven in 1796 toen Zichen en Zussen, met Bolder -dat onderdeel was van een andere heerlijkheid- werden samengevoegd tot de gemeente Zichen-Zussen-Bolder.
De parochie is al oud. De parochiekerk is de Sint-Pieterskerk, hoewel voornamelijk uit 1929 heeft ze ook nog enkele gotische delen.

## Natuur en landschap
Zichen ligt in de streek Droog-Haspengouw op een hoogte van ongeveer 100 meter. Er zijn enkele holle wegen in het gebied.

## Mergelwinning
Zichen is vanouds gekenmerkt door mergelwinning. 
Groeven: 
- De Roosburg met de Driedagenberg en de Waleberg, in het Waalse gebied (Eben-Emael) voortgezet als: Romont (Groeve Romontbos)
- Pitjesberg
- Groeven onder de Lindestraat, toegankelijk via een graet (trap) zijn op afspraak te bezoeken

Reeds in de Romeinse tijd werd er mergelsteen gewonnen. Ook in de Middeleeuwen en later werden de groeven voor dit doel benut. 
In de 16de eeuw hadden zowel het Servaaskapittel van Maastricht als de Stad Maastricht ondergrondse groeven in Zichen. Van 1500 tot 1800 was het Servaaskapittel de grootste exploitant van mergelstenen in Zichen.
De Stad Maastricht had de mergelstenen uit Zichen nodig voor de uitbreiding van zijn versterkingen.
Vanaf begin 20e eeuw was er champignonteelt in de gangen. In 1958 en 1967 vonden er instortingen plaats, waardoor de activiteiten in de gangenstelsels goeddeels werden gestaakt. In 1958 vielen daarbij 18 doden (Roosburgramp).

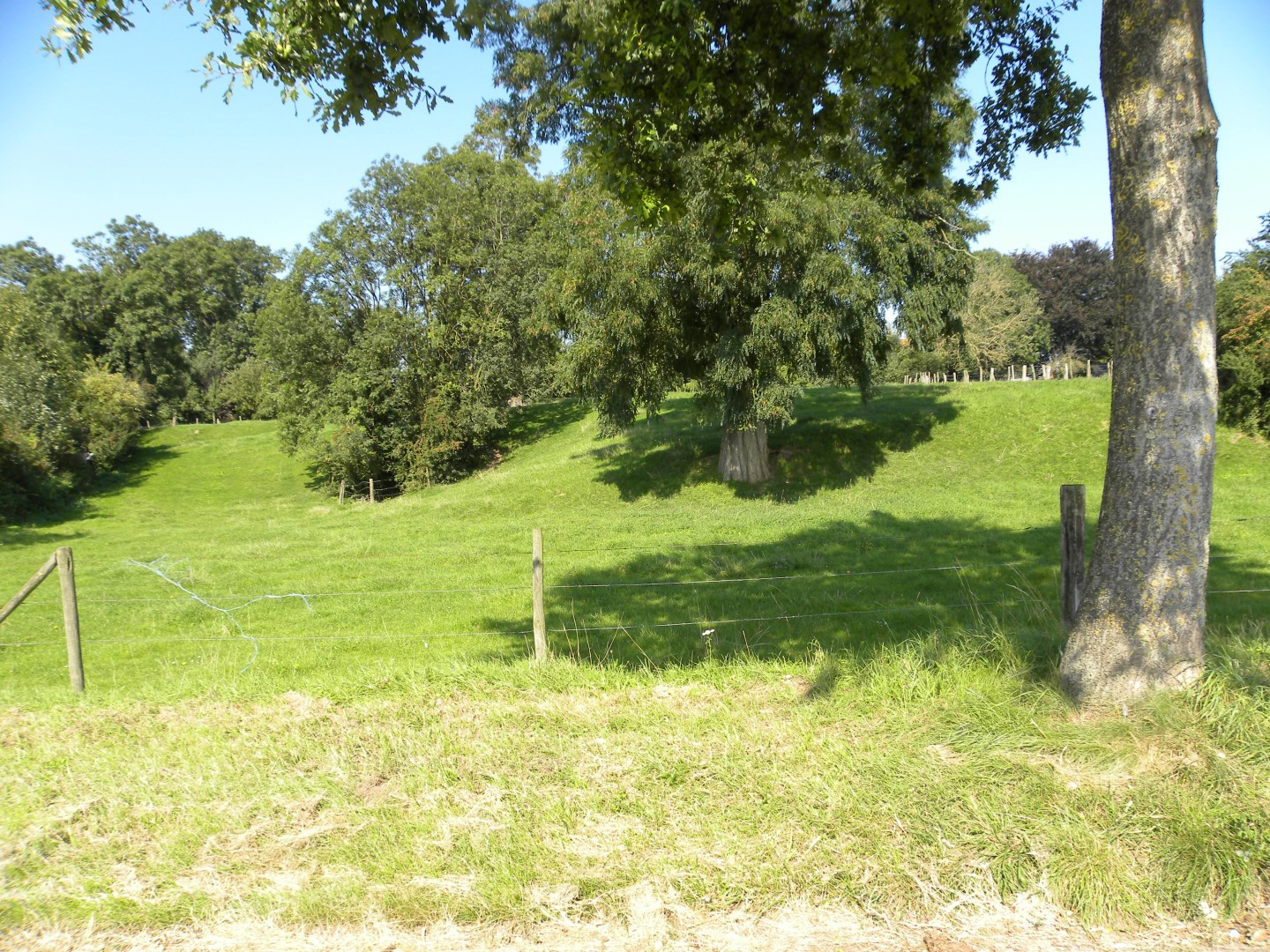
Toegang Pitjesberg in weide in Sint-Rochusstraat

Onder het dorp bevinden zich 300 km aan gangen.  Onder de oude dorpskern van Zichen is er de Pitjesberg, een aaneenschakeling van ontginningen door bewoners onder hun eigendommen tijdens de voorbije eeuwen. De mergel werd ontgonnen door schachten en enkele dalingangen. Vaak werd een kleine gangenstelsel, "kuilen" genoemd toegankelijk gemaakt door een " graet": een diagonale tunnel of trap die uitkwam in de kelder of tuin van de huizen. De verschillende gangenstelsels waren stonden in verbinding met elkaar.  
.
Het gangenstelsel Roosburg heeft een oppervlakte van 17 ha. Op een bebost talud liggen de toegangen, genaamd: Koegat, Jageneau-huisje en Flessenberg. Dit stelsel is een overwinteringsplaats voor de Bechsteins vleermuis.

## Nabijgelegen kernen
Zussen, Bolder, Eben-Emael, Wonck